# Record du monde de natation dames du 50 mètres nage libre
Progression du record du monde de natation sportive dames pour l'épreuve du 50 mètres nage libre en bassin de 50 et 25 mètres.

## Bassin de 50 mètres
| Temps                                           | Athlète              | Naissance | Âge | Nationalité        | Compétition                  | Lieu           | Date              |
| ----------------------------------------------- | -------------------- | --------- | --- | ------------------ | ---------------------------- | -------------- | ----------------- |
| 26 s 99                                         | Kornelia Ender       | 1958      | 17  | Allemagne de l'Est |                              | Cali           | 26 juillet 1975   |
| 26 s 95                                         | Johanna Malloy       | 1961      | 16  | Canada             |                              | Saint John's   | 16 août 1977      |
| 26 s 74                                         | Anne Jardin          | 1959      | 19  | Canada             |                              | Etobicoke      | 19 août 1978      |
| 26 s 61                                         | Cynthia Woodhead     | 1964      | 16  | États-Unis         |                              | Austin         | 10 avril 1980     |
| 26 s 53                                         | Kelly Asplund        | 1961      | 19  | États-Unis         |                              | Austin         | 10 avril 1980     |
| 26 s 32                                         | Jill Sterkel         | 1961      | 19  | États-Unis         |                              | Austin         | 10 avril 1980     |
| 25 s 96                                         | Jill Sterkel         | 1961      | 19  | États-Unis         |                              | Austin         | 10 avril 1980     |
| 25 s 79                                         | Jill Sterkel         | 1961      | 20  | États-Unis         |                              | Austin         | 3 avril 1981      |
| 25 s 69                                         | Dara Torres          | 1967      | 15  | États-Unis         | Meeting d'Amersfoort         | Amersfoort     | 29 janvier 1982   |
| 25 s 64                                         | Annemarie Verstappen | 1967      | 16  | Pays-Bas           | Championnats des Pays-Bas    | Amersfoort     | 9 juillet 1983    |
| 25 s 62                                         | Dara Torres          | 1967      | 16  | États-Unis         | Championnats USA             | Clovis         | 5 août 1983       |
| 25 s 61                                         | Dara Torres          | 1967      | 17  | États-Unis         | Pré-Olympiques (r)           | Mission Viejo  | 21 juillet 1984   |
| 25 s 50                                         | Tamara Costache      | 1970      | 16  | Roumanie           | Championnats de Roumanie     | Bucarest       | 14 juin 1986      |
| 25 s 50                                         | Tamara Costache      | 1970      | 16  | Roumanie           | Championnats de Roumanie     | Bucarest       | 14 juin 1986      |
| 25 s 34                                         | Tamara Costache      | 1970      | 16  | Roumanie           | Championnats de Roumanie (f) | Bucarest       | 16 juin 1986      |
| 25 s 31                                         | Tamara Costache      | 1970      | 16  | Roumanie           | Jeux balkaniques             | Sofia          | 1er août 1986     |
| Reconnaissance officielle du record par la FINA |                      |           |     |                    |                              |                |                   |
| 25 s 28                                         | Tamara Costache      | 1970      | 16  | Roumanie           | Championnats du Monde (f)    | Madrid         | 23 août 1986      |
| 24 s 98                                         | Wenji Yang           | 1972      | 16  | Chine              | Jeux asiatiques              | Guangzhou      | 11 avril 1988     |
| 24 s 79                                         | Wenji Yang           | 1972      | 20  | Chine              | Jeux olympiques (f)          | Barcelone      | 31 juillet 1992   |
| 24 s 51                                         | Jingyi Le            | 1975      | 19  | Chine              | Championnats du monde (f)    | Rome           | 11 septembre 1994 |
| 24 s 51                                         | Inge de Bruijn       | 1973      | 27  | Pays-Bas           | Super Speedo grand prix (s)  | Sheffield      | 27 mai 2000       |
| 24 s 48                                         | Inge de Bruijn       | 1973      | 27  | Pays-Bas           | Championnats des Pays-Bas    | Amsterdam      | 4 juin 2000       |
| 24 s 39                                         | Inge de Bruijn       | 1973      | 27  | Pays-Bas           | Championnats du Brésil       | Rio de Janeiro | 10 juin 2000      |
| 24 s 13                                         | Inge de Bruijn       | 1973      | 27  | Pays-Bas           | Jeux olympiques (d)          | Sydney         | 22 septembre 2000 |
| 24 s 09                                         | Marleen Veldhuis     | 1979      | 28  | Pays-Bas           | Championnats d'Europe        | Eindhoven      | 24 mars 2008      |
| 23 s 97                                         | Libby Trickett       | 1985      | 23  | Australie          | Championnats d'Australie (f) | Sydney         | 29 mars 2008      |
| 23 s 96                                         | Marleen Veldhuis     | 1979      | 30  | Pays-Bas           | Amsterdam swim cup (f)       | Amsterdam      | 19 avril 2009     |
| 23 s 73                                         | Britta Steffen       | 1983      | 25  | Allemagne          | Championnats du monde (f)    | Rome           | 2 août 2009       |
| 23 s 67                                         | Sarah Sjöström       | 1993      | 23  | Suède              | Championnats du monde (d)    | Budapest       | 29 juillet 2017   |
| 23 s 61                                         | Sarah Sjöström       | 1993      | 29  | Suède              | Championnats du monde (d)    | Fukuoka        | 29 juillet 2023   |

### Meilleurs temps lancés
Il s'agit ici, non pas de records du monde officiels mais des meilleurs temps effectués dans des relais avec ce que l'on appelle un départ lancé.
Mise à jour le 3 juillet 2016.
| Temps   | Athlète       | Naissance | Âge | Nationalité | Compétition          | Lieu     | Date             |
| ------- | ------------- | --------- | --- | ----------- | -------------------- | -------- | ---------------- |
| 23 s 59 | Cate Campbell | 1992      | 24  | Australie   | Australia grand prix | Brisbane | 1er juillet 2016 |
| 23 s 37 | Cate Campbell | 1992      | 24  | Australie   | Australia grand prix | Brisbane | 2 juillet 2016   |

## Bassin de 25 mètres
| Temps   | Athlète               | Naissance | Âge | Nationalité | Compétition               | Lieu              | Date             |
| ------- | --------------------- | --------- | --- | ----------- | ------------------------- | ----------------- | ---------------- |
| 25 s 08 | Tamara Costache       |           |     | Roumanie    | Meeting international     | Cannes            | 1987             |
| -----   |                       |           |     |             |                           |                   |                  |
| 24 s 75 | Franziska van Almsick | 1978      | 14  | Allemagne   |                           | Schwäbisch Gmünd  | 7 novembre 1992  |
| 24 s 62 | Jingyi Le             | 1975      | 18  | Chine       | Championnats du monde     | Palma de Majorque | 3 décembre 1993  |
| 24 s 23 | Jingyi Le             | 1975      | 18  | Chine       | Championnats du monde (f) | Palma de Majorque | 3 décembre 1993  |
| 24 s 09 | Therese Alshammar     | 1977      | 22  | Suède       | Championnats d'Europe (f) | Lisbonne          | 11 décembre 1999 |
| 23 s 59 | Therese Alshammar     | 1977      | 23  | Suède       | Championnats du monde (f) | Athènes           | 18 mars 2000     |
| 23 s 58 | Marleen Veldhuis      | 1979      | 28  | Pays-Bas    | Coupe du monde (f)        | Berlin            | 17 novembre 2007 |
| 23 s 25 | Marleen Veldhuis      | 1979      | 28  | Pays-Bas    | Championnats du monde (f) | Manchester        | 13 avril 2008    |
| 23 s 24 | Ranomi Kromowidjojo   | 1990      | 22  | Pays-Bas    | Coupe du monde (f)        | Eindhoven         | 7 août 2013      |
| 23 s 24 | Ranomi Kromowidjojo   | 1990      | 25  | Pays-Bas    | Duel in the pool          | Indianapolis      | 12 décembre 2015 |
| 23 s 10 | Sarah Sjöström        | 1993      | 23  | Suède       | Coupe du monde (f)        | Moscou            | 2 août 2017      |
| 22 s 93 | Ranomi Kromowidjojo   | 1990      | 26  | Pays-Bas    | Coupe du monde (f)        | Berlin            | 7 août 2017      |

## Bassin de 25 yards
| Temps   | Athlète          | Naissance | Âge | Nationalité                                | Compétition                                  | Lieu            | Date             |
| ------- | ---------------- | --------- | --- | ------------------------------------------ | -------------------------------------------- | --------------- | ---------------- |
| 23 s 44 | Sandy Neilson    |           |     | États-Unis Santa Barbara                   |                                              |                 | 18 mars 1977     |
| 23 s 14 | Sue Hinderaker   |           |     | États-Unis Université de Californie du Sud |                                              |                 | 17 mars 1978     |
| 22 s 83 | Jill Sterkel     |           |     | États-Unis Université du Texas             |                                              |                 | 21 mars 1980     |
| 22 s 41 | Jill Sterkel     |           |     | États-Unis Université du Texas             |                                              |                 | 20 mars 1981     |
| 22 s 28 | Tammy Thomas     |           |     | États-Unis Université du Kansas            | (s)                                          |                 | 17 mars 1983     |
| 22 s 17 | Tammy Thomas     |           |     | États-Unis Université du Kansas            | (f)                                          |                 | 17 mars 1983     |
| 22 s 13 | Tammy Thomas     |           |     | États-Unis Université du Kansas            | (s)                                          |                 | 8 avril 1983     |
| 22 s 05 | Leigh Ann Fetter |           |     | États-Unis Université du Texas             | (s)                                          |                 | 16 mars 1989     |
| 21 s 92 | Leigh Ann Fetter |           |     | États-Unis Université du Texas             | (s)                                          |                 | 16 mars 1990     |
| 21 s 77 | Amy Van Dyken    | 1973      | 21  | États-Unis État du Colorado                |                                              |                 | 17 mars 1994     |
| 21 s 69 | Maritza Correia  |           |     | États-Unis Université de Géorgie           |                                              |                 | 21 mars 2002     |
| 21 s 63 | Kara Lynn Joyce  |           |     | États-Unis Université de Géorgie           |                                              | Athens          | 16 mars 2006     |
| 21 s 46 | Natalie Coughlin | 1982      | 25  | États-Unis Université de Californie        | Championnats des États-Unis (f)              | Atlanta         | 29 novembre 2007 |
| 21 s 37 | Lara Jackson     | 1986      | 22  | États-Unis Université d'Arizona            | Texas invitational (s)                       | Austin          | 4 décembre 2008  |
| 21 s 33 | Lara Jackson     | 1986      | 22  | États-Unis Université d'Arizona            | Texas invitational (f)                       | Austin          | 4 décembre 2008  |
| 21 s 27 | Lara Jackson     | 1986      | 23  | États-Unis Université d'Arizona            | Championnats NCAA (r)                        | College Station | 19 mars 2009     |
| 21 s 12 | Abbey Weitzeil   | 1996      | 20  | États-Unis Canyons Aquatics Club           | Championnats des États-Unis petit bassin (f) | Austin          | 5 mars 2016      |